# Catalog of Fishes
Catalog of Fishes (Catálogo de Peixes), é uma base de dados em linha abrangente e um trabalho de referência sobre os nomes científicos de espécies e géneros de peixes. É global em seu escopo e é hospedado pela Academia de Ciências da Califórnia. Foi compilado e atualizado continuamente pelo curador emérito da coleção de peixes do CAS, William Eschmeyer.
A taxonomia mantida pelo Catálogo de Peixes é considerada oficial e é usada como referência de linha de base, por exemplo, pelo banco de dados de peixes global mais amplo FishBase, que envolve referências cruzadas às informações do Catálogo para todos os taxa aceitos. Em 2015, o catálogo pesquisável continha entradas para cerca de 58.300 nomes de espécies de peixes, cerca de 33.400 dos quais são atualmente aceitos (válidos) e para cerca de 10.600 géneros (5.100 válidos). As informações fornecidas para qualquer nome de espécie geralmente contêm a referência à descrição original, ao espécime-tipo, referências ao uso do nome na literatura taxonômica, uma declaração do estado atual do nome e do nome válido do táxon, e o família a que pertence.
Uma versão impressa de três volumes e CD de 3.000 páginas do Catálogo foi publicada em 1998. Isso foi precedido por um Catálogo dos géneros de peixes recentes em 1990.